# Sans fil (Kipling)
Pour les articles homonymes, voir Sans fil.
Sans fil (titre original : Wireless) est une nouvelle de Rudyard Kipling publiée en 1902.

## Résumé
Au cours d'une expérience de transmission sans fil (TSF), qui échoue, un jeune apothicaire tuberculeux, Shaynor, revit dans la pièce voisine un moment de fièvre créatrice où John Keats composait un célèbre poème à Fanny Brawne.
La relation entre Keats et Fanny Brawne a donné lieu en 2009 à un film de Jane Campion, Bright Star.